# Ніл Дракманн
Ніл Дракманн (англ. Neil Druckmann; івр. ניל דרוקמן; нар. 5 грудня 1978, Тель-Авів) — американський сценарист, дизайнер і програміст єврейського походження. Креативний директор, продюсер та співпрезидент компанії Naughty Dog. Найбільш відомий своєю роботою над такими серіями ігор, як The Last of Us, Uncharted та їхніми майбутніми продовженнями.
Народився в єврейські родині в Ізраїлі та пізніше переїхав до США. Почав захоплюватись відеоіграми та програмуванням завдяки своєму братові. Спочатку працював стажером на компанію Naughty Dog. У 2004, він став програмістом та працював над відеограми Jak 3 та Jak X: Combat Racing, перш ніж працювати дизайнером над Uncharted: Drake's Fortune (2007). Він був одним з провідних дизайнерів ігор для Uncharted 2: Among Thieves (2009), яку він написав у співавторстві з Емі Генніг і Джошем Шерром; розповідь отримав кілька нагород.
Ніл Дракманн став одним з творців відеогри The Last of Us, яка вийшла у 2013 році, разом з цим був режисером та креативним директом на The Last of Us: Left Behind та Uncharted 4: A Thief's End. Усі три ігри були створені за режисурою Брюса Стрейлі, в яким у Дракманна розвинулись сильні дружні стосунки. Він був віце-президентом студії у 2018 під час розробки The Last of Us: Part II (2020), пізніше старши креативним директом та співавтором разом з Хеллі Ґрос. Ігри над якими він працював: The Last of Us, Uncharted 4, та The Last of Us Part II, були визнані одними з найкращих відеоігор усіх часів, а сам отримав числельні винагороди, як творець та режисер. Серед них: Премія БАФТА у відеоіграх, чотири D.I.C.E. Awards, дві The Game Awards, три Game Developers Choice Awards та чотири Премії Гільдії сценаристів Америки.
Окрім розробкою та геймдизайном, він також був автором контенту за всесвітом власнихвідеоігор: моушен комікс Uncharted: Eye of Indra (2009), графічні романи Другий шанс з Сарою (2010) та Останні з нас: Американські мрії (2013). Разом Крегом Мазіном він став творцем, режисером та креативним директором над стовренням телевізійної адаптації The Last of Us та особисто праюцював над другим епізодом серіалу.

## Життєпис
Народиився в єврейській родині в Тель-Авіві, Ізраїль, 5 грудня 1978 року у родині Єгудіта (Джудіт) та Джеррі Ілан Дракманн. Його батько - колишній інженер з льотних випробувань в Israel Aerospace Industries. Сім'я Дракмана жила в Рамат-Авіві до 1981 року, коли вони переїхали до Бейт-Ар'є, поселення на Західному березі, де Дракманн згадував насильство було частою темою в новинах і в розмовах вдома. Його старший брат Емануель познайомив його з коміксами, відеоіграми, Ці форми розваг, особливо відеоігри від Sierra Entertainment та LucasArts, допомогли йому вивчити англійську мову. Він захопився розповіддю та написав власні комікси.
Дракманн переїхав до США зі своєю сім'єю в 1989 році, відвідуючи середню школу і середню школу в Маямі, штат Флорида. Він почав вивчати кримінологію майор в Університеті штату Флорида (FSU), з метою отримати досвід в якості агента ФБР для використання при написанні романів трилера. Його брат і він знову відвідав конференцію у 1998, 2000 та 2002 роках, а також SIGGRAPH у 2002 та 2003 роках. Будучи студентом ФСУ у 2001 році, він виграв багатокористувацьке змагання Conker's Bad Fur Day, організоване Nintendo та Playboy. Під час навчання, він працював клерком у My Favorite Muffin та продавцем у PacSun. З липня 2002 року, живучи в Таллахассі, Дракманн провів рік в якості асистента дослідження графіки в лабораторії візуалізації FSU. У цей час він та деякі друзі почали розробляти гру Pink-Bullet для Linux та Windows. У якийсь момент він хотів бути аніматором, що вимагало зарахування на заняття мистецтвом, але батьки заборонили йому це робити.
Взявши курс програмування, Дракманн зрозумів, що це його перевага, і він почав бакалавр комп'ютерних наук з неповнолітнім з математики в грудні 2002 року, закінчивши диплом в наступному році з середнім балом 3,61. Через його академічні результати, він був членом Товариства честі золотого ключа. Він переїхав до Піттсбурга, де він навчався в Університеті Карнегі-Меллона, і почав ступінь магістра в галузі розважальних технологій у серпні 2003, в розважальному технологічному центрі. Він взяв клас дизайну гри Джессі Шелл, який навчив його філософії про позитивні наслідки ігор, які він пізніше буде використовувати та курс віртуальних світів Ренді Пауша, який навчив його стати більш спільним. Дракманн працював художником візуальних ефектів для команди друга приблизно в цей час. У квітні 2004 року він розробив гру Dikki Painguin: TKO для Третього Рейху для Nintendo Entertainment System в якості студента в Карнегі-Меллоні, у співпраці з однокурсником Алланом Бломквістом.

## Кар'єра

### Стажер та програміст (2003–2005)
Один з професорів Дракмана заплатив йому за участь у конференції розробників ігор (GDC) у 2003, де він відвідав презентацію співзасновника Naughty Dog Джейсона Рубіна. Після того, як Дракманн «прослуховував» Рубіна, останній дав йому свою візитну картку. Через деякий час Рубін зв'язався з ним і запропонував йому посаду стажера, перший для Naughty Dog. На той час, коли Дракманн відповів, позиція була зайнята. Коли його заохочували подати заявку на стажування КМУ, Дракманн звернувся до Рубіна за порадою, і йому розповіли про нове стажування в студії. Його зв'язали з ігровим директором Еваном Веллсом, який запропонував йому стажування після інтерв'ю в GDC. За цей час йому також запропонували посаду інтерна продюсера в Electronic Arts на The Sims 2; він продовжив пропозицію для інтерв'ю з Веллсом. Приблизно в травні 2004 року Дракманн приєднався до Naughty Dog як стажер з програмування. Він почав працювати над інструментами локалізації та ігровим програмуванням на Jak 3 (2004). За цей час він також запропонував допомогу з додатковими завданнями дизайну. До кінця стажування в серпні, Уеллс і Стівен Уайт запропонували йому посаду на повний робочий день. Він отримав кредит на другий рік свого магістра через свою роботу в Naughty Dog, заробляючи ступінь в 2005 році. Він запрограмував екрани меню на Jak X: Combat Racing (2005), який він вважав одним з найскладніших завдань у своїй кар'єрі. Він продовжував допомагати з меншими завданнями дизайну, де це можливо.

### Дизайнер та сценарист  (2005–2009)
Під час розробки Jak 3 і Jak X, Дракманн продовжував запитувати Уеллса про приєднання до команди розробників. Уеллс стримувався від передачі його, оскільки він спочатку працював програмістом і не мав досвіду в дизайні, але погодився переглянути проектні роботи, якщо він завершить їх у вільний час. Ніл ітерував кілька дизайнів рівнів з відгуками Wells, спочатку на графічному папері, а пізніше за допомогою Adobe Illustrator. Після розробки Jak X, Уеллс прийшов до висновку, що Дракманн був кваліфікований в області дизайну, і дав йому проектну позицію для Jak і Daxter: The Lost Frontier. Кілька місяців у розробці Уеллс перевів Дракмана працювати ігровим дизайнером на Uncharted: Drake's Fortune (2007), який зіткнувся з проблемами розвитку в той час;  High Impact Games взяли на себе роботу над The Lost Frontier, яка була випущена в 2009. На своїй посаді дизайнера ігор на Drake's Fortune, він тісно співпрацював з Емі Генніг, щоб побудувати історію, перш ніж працювати над Uncharted 2: Among Thieves (2009) як провідний ігровий дизайнер, ставши більш залученим до основного написання гри.
У 2009 році Дракманн працював над коміксом Uncharted: Eye of Indra, як сценарист і режисер. Приквел розповідає історію Натана Дрейка до подій першої гри. Перший графічний роман Дракмана, A Second Chance at Sarah, був опублікований Ape Entertainment в лютому 2010. З ілюстраціями художника Джоске Вонг, роман розповідає про інтерес Дракмана до подорожі назад у часі, щоб зустрітися з дружиною в молодшому віці. «У цій ідеї є щось миле і поетичне», - пояснив Дракманн. Він відчував, що поділяє багато спільного з головним героєм роману Джонні, і що «багато недоліків і страхів Джонні засновані на власних недоліках». Комікс був спочатку випущений 24 лютого 2010 року; критики особливо високо оцінили ілюстрації Вонга, а також Дракмана написання та розвиток персонажа.

### Креативний директор (2010–2018)

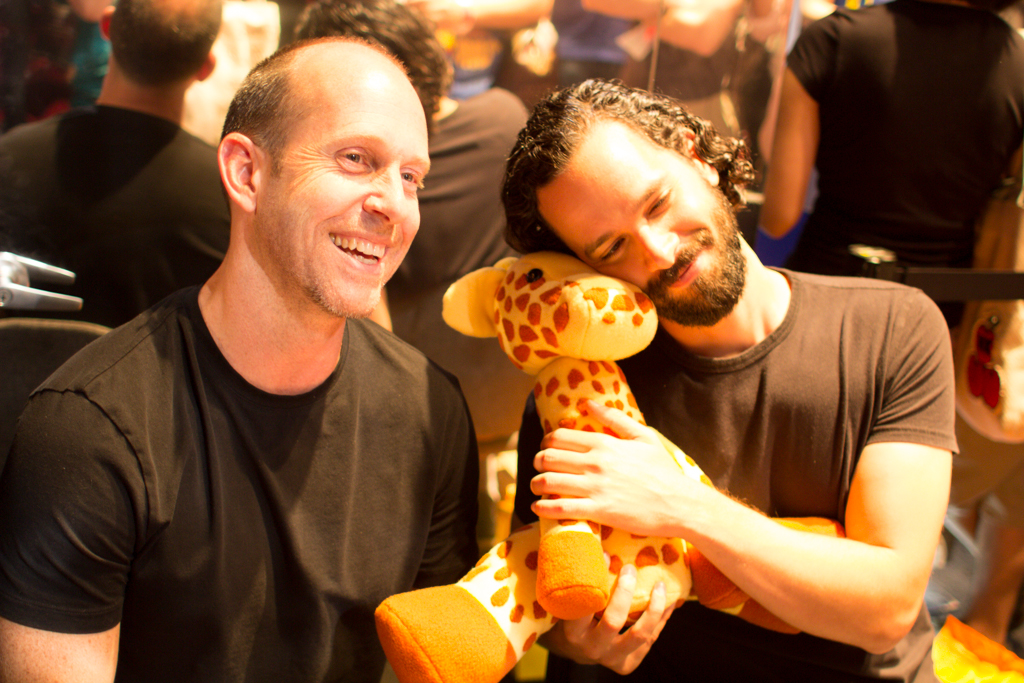
Дракманн (справа) та Брюс Стрейлі (зліва)

Після розробки Uncharted 2, Naughty Dog розділилися на дві команди для роботи над проектами одночасно. З однією командою, яка працювала над Uncharted 3: Drake's Deception (2011), співпрезиденти Еван Веллс і Крістоф Балестра вибрали Дракмана і Брюса Стрейлі, щоб очолити розробку нової гри; Druckmann був обраний за його рішучість і талант до дизайну. Хоча спочатку вони були налаштовані на розробку нової гри в серії Jak і Daxter, команда відчувала, що вони «не обслуговують фанатів франшизи», і вирішила створити нову гру під назвою The Last of Us.

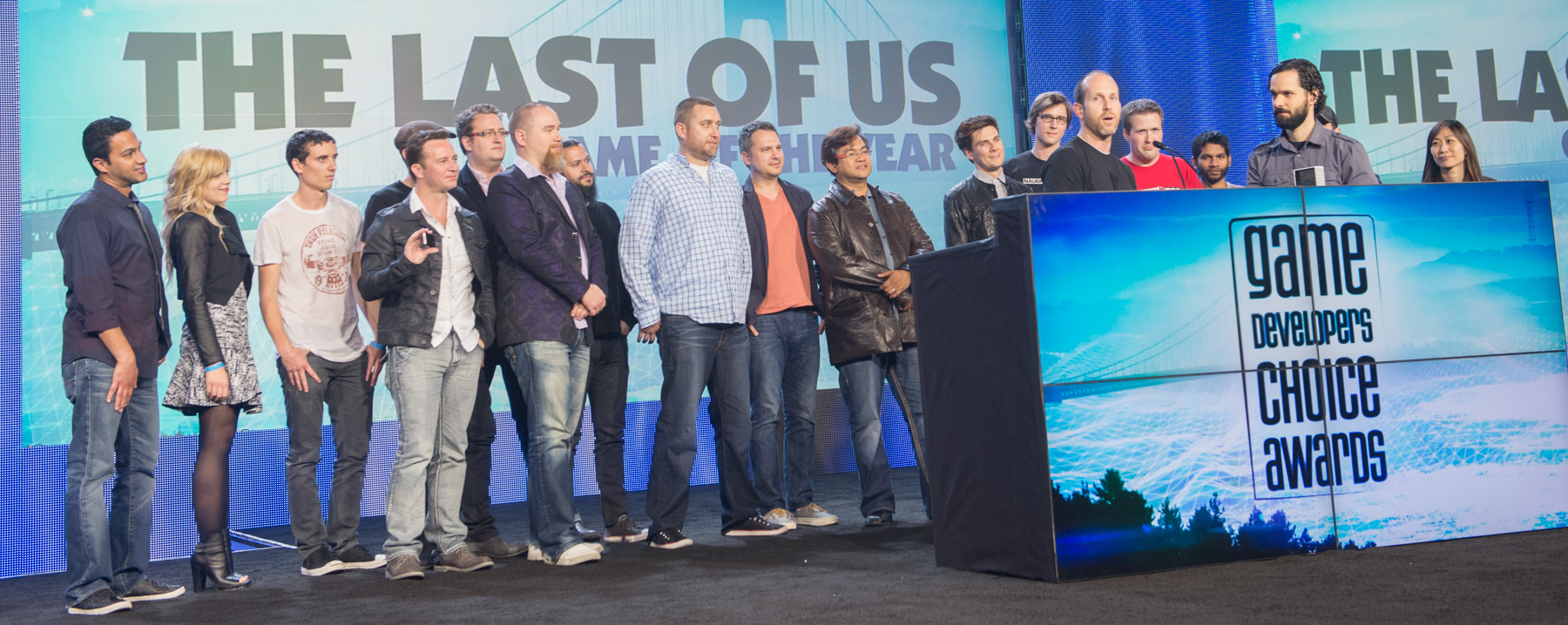
Ніл Дракманн разом з командою розробників The Last of Us.

Коли Дракманн задумував ідеї для The Last of Us, він використовував концепцію, яку він створив як студент університету Карнегі-Меллона. Його ідея полягала в тому, щоб об'єднати ігровий процес Ico (2001) в історії, дія якої відбувається під час зомбі-апокаліпсису, як у фільмі Ніч живих мерців (1968), з головним персонажем, схожим на Джона Хартігана з Міста Гріхів (1991-2000). Головному персонажу, поліцейському, було доручено захистити молоду дівчину; однак через стан серця гравці часто брали на себе контроль над молодою дівчиною, повертаючи ролі назад. Він заснував The Last of Us на цій концепції, замінивши поліцейського Джоелом і назвавши молоду дівчину Еллі. Дракманн написав The Last of Us з наміром, щоб історія «міцно вкоренилася в реальності», різкий відхід від попереднього «легкого і вільного» почуття Naughty Dog. «Потрібно було піти трохи темніше ніж Uncharted, щоб вивчити сумнішу тему», пояснив Ніл Драманн. Перед тим, як керувати грою, Дракманн взяв уроки акторської майстерності, щоб «поговоріть з акторами на тій же мові». Гра вийшла 14 червня, 2013, з похвалою за роботу Дракмана над історією. Він заробив численні нагороди, включаючи премію BAFTA, премію D.I.C.E., нагороду за вибір розробників ігор, премія «Золотий джойстик», і премія Гільдії сценаристів Америки. The Last of Us часто вважається однією з найкращих відеоігор, і однією з найбільших відеоігор, коли-небудь створених.

## Погляди
Дракманн регулярно виступає за гендерну рівність у відеоіграх, посилаючись на Аніту Саркісян як вплив;  він вручив премію посла Саркісян на 2014 Game Developers Choice Awards, і регулярно виступав за її проєкти. Коли Дракманн виявив, що він регулярно писав про «білі, прямі, християнські чоловічі» персонажі, йому було запропоновано замість цього створити більш різноманітних дійових осіб. Впродовж розвитку Uncharted 4 Дракманн перебував під впливом концептуальної художниці Ешлі Свідовскі, щоб включити більше персонажок у гру. «Вона постійно кидає мені виклик і наполягає на різноманітності в нашому акторському складі», - сказав він. На фокусі критики тестувальників щодо включення та зображення персонажок у Uncharted 4, один з яких був змушений піти через вибух, Дракманн сказав: «Вау, чому це важливо?».

## Особисте життя
Одружений з Маєю Дракманн, має з нею доньку та сина. Донька народилась, коли він працював над The last of us, і за слова самого Дракманна його донька стала основним надхненням під час розробки відеогри. У 2014 у нього народився син. Його хоббі: грати на гітарі та відеоігри зі своїми дітьми, такі як Animal Crossing та Pokemon.
Ніл Дракманн володіє англійською та івритом, однак сам стверджує, що його розмова івритом є "не дуже доброю". Він є громадянином США та бере активну участь у політичних виборах в країни та активно займається волонтерством.

## Проєкти

### Ігри
| Рік  | Назва проєкту                              | Роль у розробці                         |
| ---- | ------------------------------------------ | --------------------------------------- |
| 2004 | Dikki Painguin in: TKO for the Third Reich | програміст                              |
| 2004 | Jak 3                                      | програміст                              |
| 2005 | Jak X: Combat Racing                       | програміст                              |
| 2007 | Uncharted: Drake's Fortune                 | ґеймдизайнер, сценарист                 |
| 2009 | Uncharted 2: Among Thieves                 | головний ґеймдизайнер, сценарист        |
| 2009 | Jak and Daxter: The Lost Frontier          | дизайн та історія                       |
| 2013 | The Last of Us                             | креативний директор, сценарист          |
| 2014 | The Last of Us: Left Behind                | креативний директор, сценарист          |
| 2016 | Uncharted 4: A Thief's End                 | креативний директор, головний сценарист |
| 2017 | Uncharted: The Lost Legacy                 | голова відділу розробки сюжету          |
| 2020 | The Last of Us Part II                     | креативний директор, сценарист          |

### Кіно та телебачення
| Рік  | Назва проєкту                        | Примітки                                                                |
| ---- | ------------------------------------ | ----------------------------------------------------------------------- |
| 2013 | Grounded: Making The Last of Us      | Документальний фільм                                                    |
| 2013 | Between the Lines with Barry Kibrick | Сезон 13, епізод 25                                                     |
| 2013 | How Videogames Changed the World     | Телевізійний фільм                                                      |
| 2015 | Conversations with Creators          | Вебсеріал; Епізод 2                                                     |
| 2017 | The Game Makers: Inside Story        | Вебсеріал; 5 епізодів                                                   |
| 2017 | Face Off                             | Сезон 12, Епізод 7                                                      |
| 2022 | Незвідане                            | Фільм; виконавчий продюсер                                              |
| 2023 | Останні з нас                        | Телевізійний серіал (від HBO); сценарист, режисер і виконавчий продюсер |